# Протасово (Ичалковский район)
Протасово — село в Ичалковском районе Республики Мордовия России. Входит в состав Лобаскинского сельского поселения.

## География
Расположено на речке Ладке, в 20 км от районного центра и 25 км от железнодорожной станции Оброчное.

## История
Название-антропоним: в 18 в. село принадлежало М. А. Протасову. В «Списке населённых мест Нижегородской губернии» (1863) Протасово (Богородское) — село владельческое из 174 дворов (3651 чел.) Лукояновского уезда; была церковь, проводилась ярмарка. По Первой всеобщей переписи населения (1897), в Протасово проживали 1407 чел.
В начале 1930-х гг. создан колхоз «Память Ленина», в середине 1990-х гг. был передан в аренду СХПК «Рождественский» (с. Рождествено). В современном селе — основная школа, библиотека, Дом культуры, отделение связи, медпункт, магазин.

## Население
| 2002 | 2010 |
| ---- | ---- |
| 129  | ↘76  |

Национальный состав
Согласно результатам переписи 2002 года, в национальной структуре населения русские составляли 83 %

## Источник
- Энциклопедия Мордовия, А. А. Ксенофонтова.